# 앙골라 요리

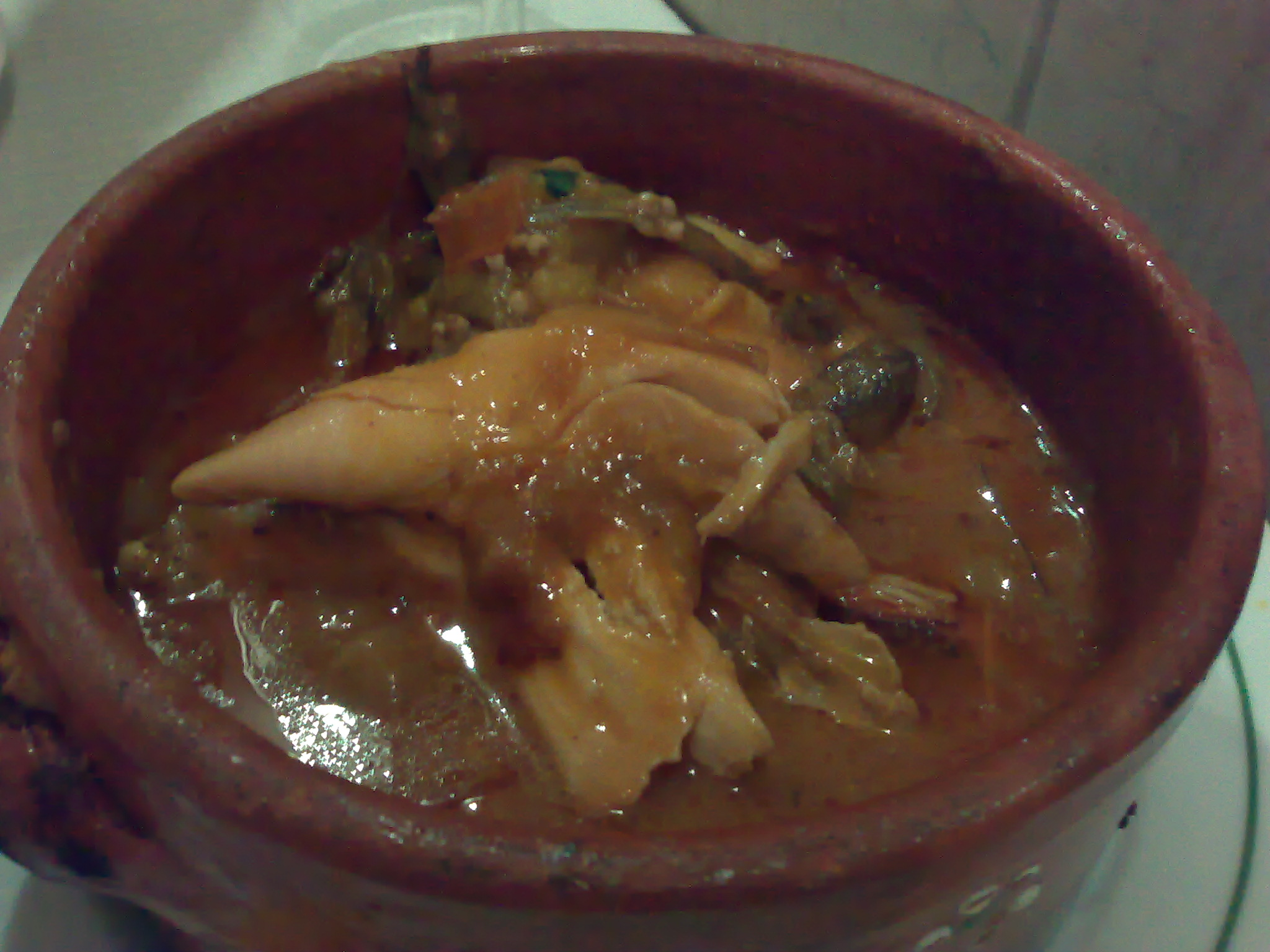
무암바 드 갈리냐

앙골라 요리(Angola 料理, 포르투갈어: cozinha angolana 코지냐 앙골라나[*])는 남아프리카에 있는 앙골라의 요리이다.

## 같이 보기
- 아프리카 요리